# أندرو كيفن ووكر
أندرو كيفن ووكر (بالإنجليزية: Andrew Kevin Walker)‏ كاتب سيناريو أمريكي ولد في (14 أغسطس 1964، ألتونا - بنسلفانيا - الولايات المتحدة الأمريكية).

## حياته
درس ووكر الإنتاج السينمائي في جامعة ولاية بنسلفانيا قبل أن يتخرج عام 1986 بدرجة البكالوريوس في الآداب وفي السينما والفيديو.

انتقل إلى مدينة نيويورك وبدأ مهنة في مجال تجارة التجزئة في برج الوثائق، وفي هذه الأثناء كان يعمل على عدة مشاريع، ولكن ووكر لم يتمكن من العثور على الكثير من النجاح حتى عام 1991، لذلك قرر أن ينتقل إلى لوس انجليس ليتابع كتابة وبيع السيناريو هناك.

## روابط خارجية
- أندرو كيفن ووكر على موقع IMDb (الإنجليزية)
- أندرو كيفن ووكر على موقع ألو سيني (الفرنسية)
- أندرو كيفن ووكر على موقع أول موفي (الإنجليزية)
- أندرو كيفن ووكر على موقع قاعدة بيانات الأفلام السويدية (السويدية)
- أندرو كيفن ووكر على موقع قاعدة بيانات الفيلم (الإنجليزية)
- أندرو كيفن ووكر على موقع كينوبويسك (الروسية)